# Матамбре

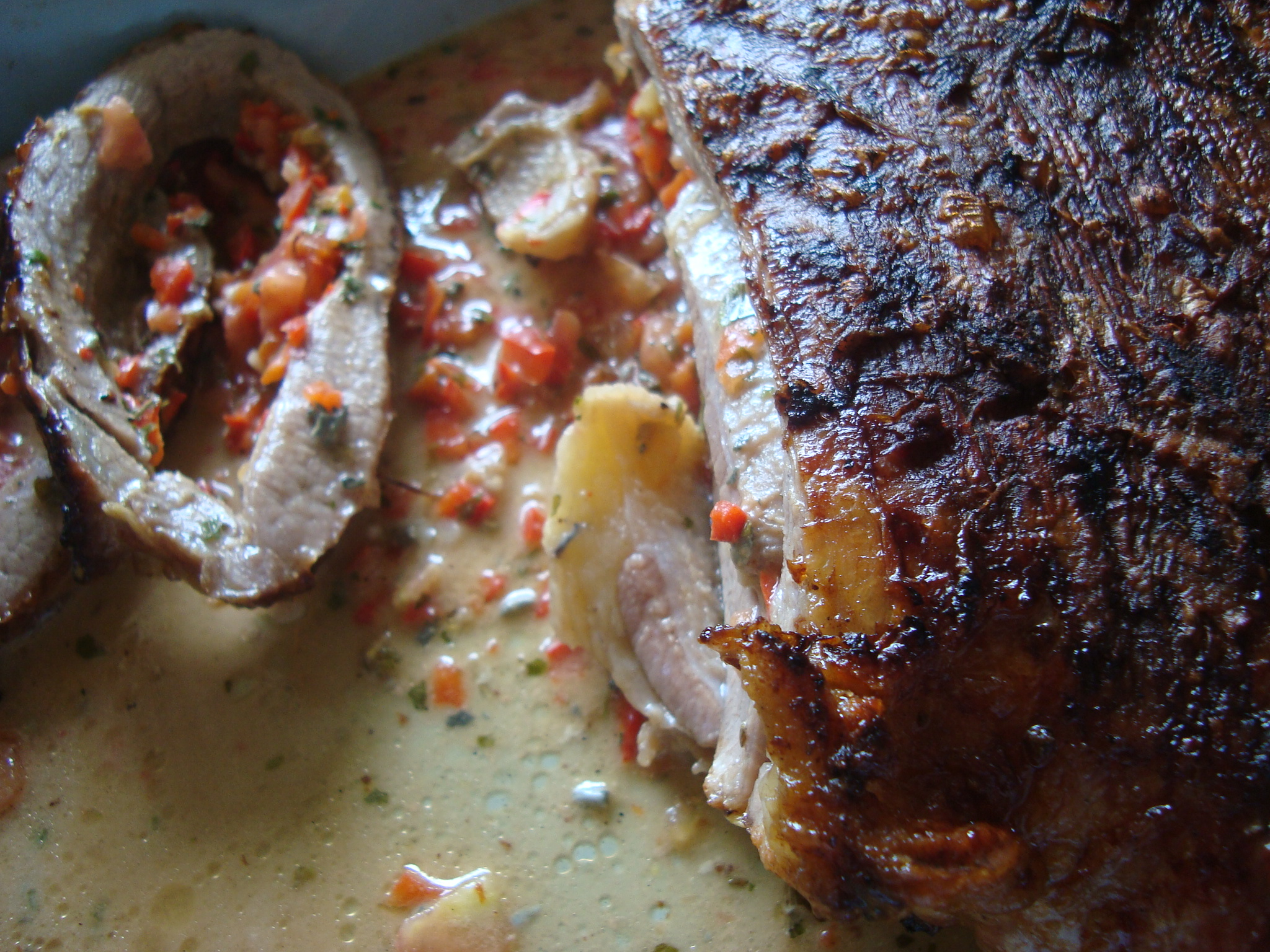
Матамбре рейено

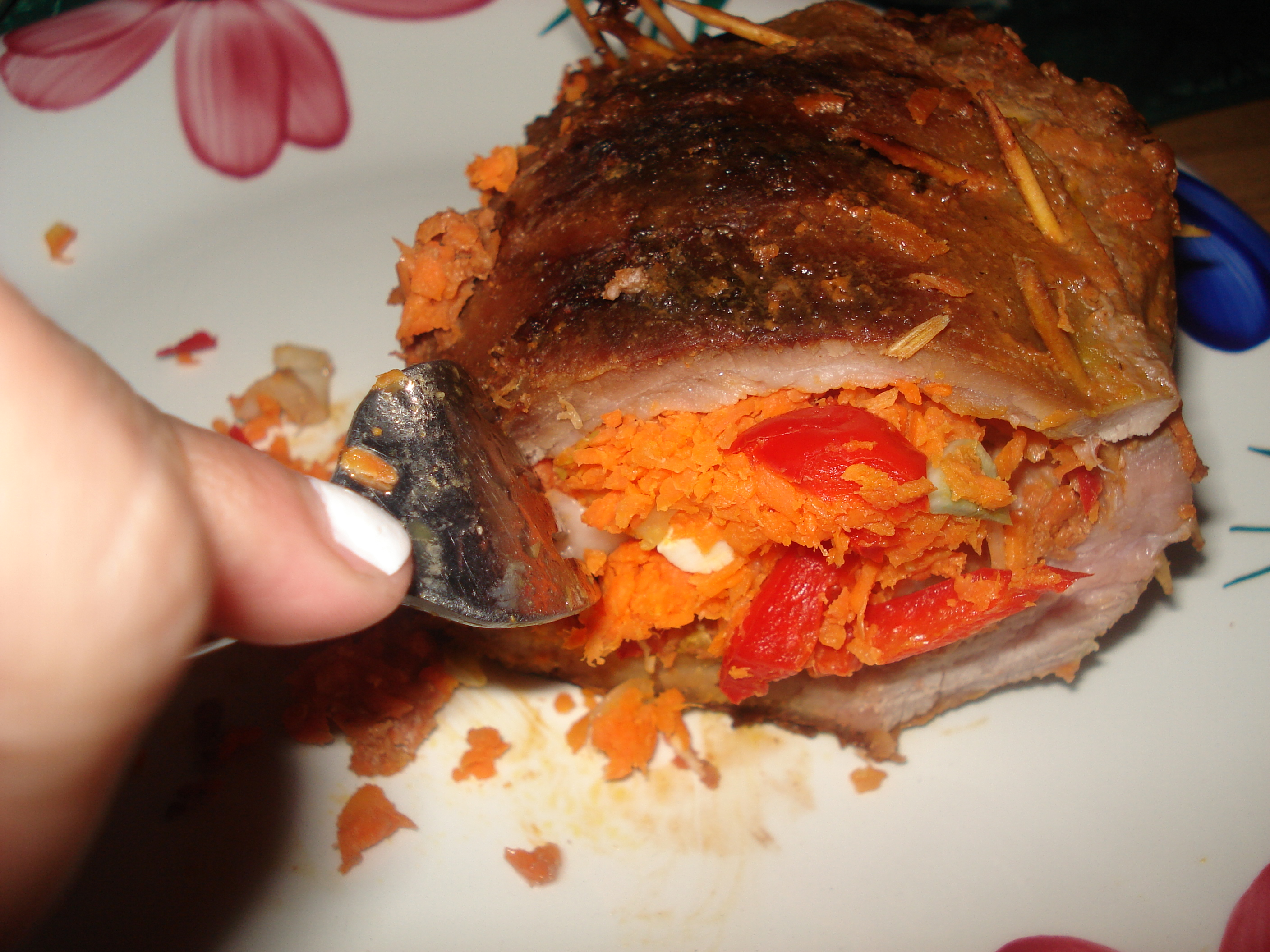
Поперечний переріз матамбре рейено

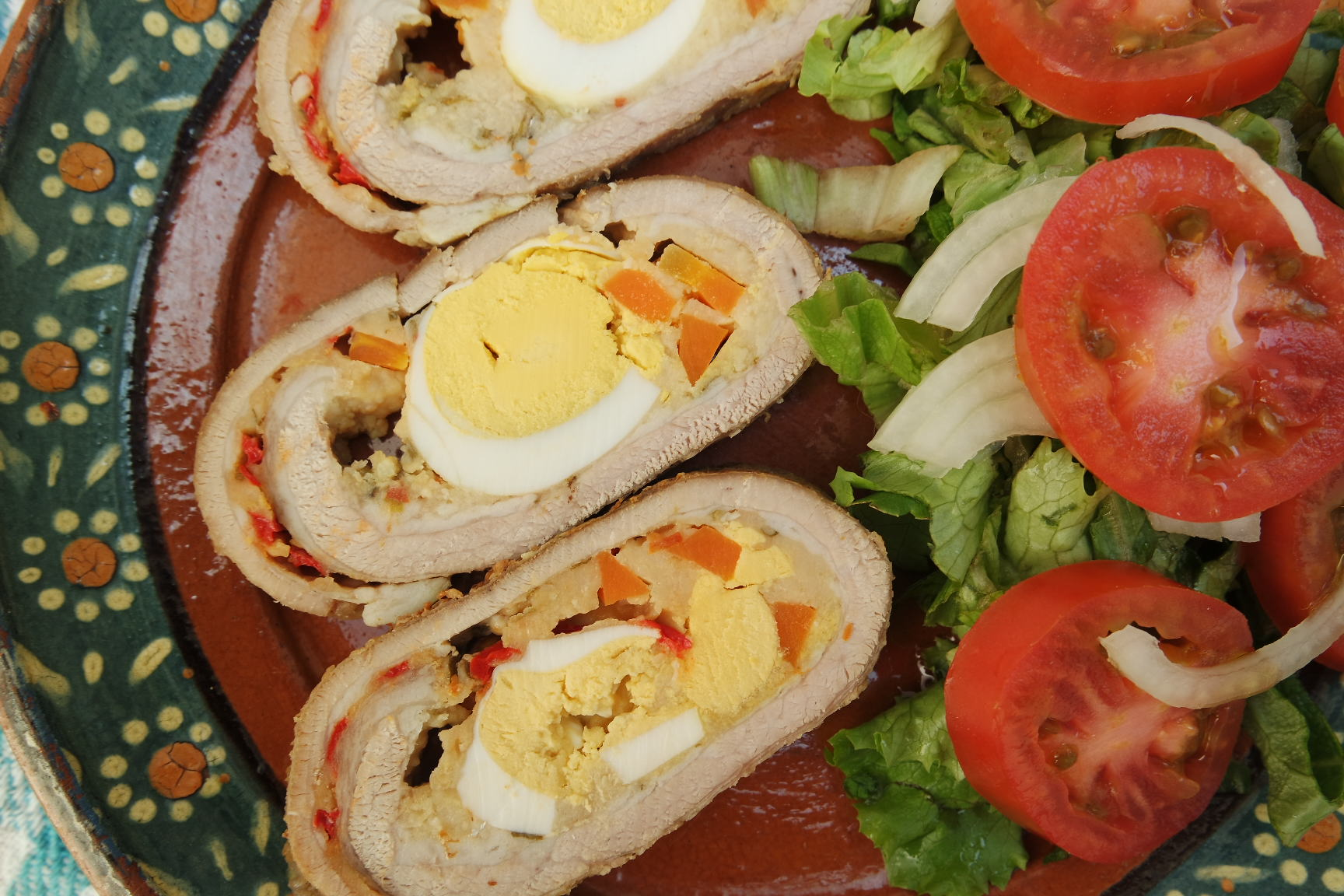
Матамбре арройадо

Матамбре (ісп. matambre) — дуже тонкий зріз яловичини в Аргентині, Парагваї та Уругваї, взятий між шкірою та ребрами, стейк з боку.     
Назва матамбре арройадо (ісп. matambre arrollado) або матамбре рейено (ісп. matambre relleno) також використовується для найменування страви, м'ясного рулету з матамбре, фаршированого овочами, перцем, шинкою, круто звареними яйцями та зеленню. Рулет вариться чи запікається. Подається страва нарізаною, як холодною, так і гарячою. Її часто їдять з соусом чимічуррі. Це досить жирне м'ясо, тому воно зазвичай супроводжується овочами. Також є можливим використання свинини матамбре.    

## Назва
Назва matambre — це слов, утворене злиттям двох слів: «matar» + «hambre» («вбивця голоду»).
В Іспанії, Венесуелі, Гватемалі та Сальвадорі це м’ясо називають «спідницею» (ісп. falda). У Перу його називають «спідницею» чи «малая» (ісп. malaya), так, як його називають і у Чилі. У Колумбії воно відоме під назвою «собребарріґа» (ісп. sobrebarriga). У Панамі це — «біла спідниця» (ісп. falda blanca), у Мексиці — «суадеро» (ісп. suadero).

## Вирізка
Матамбре вирізають з боку корови, між шкірою і ребрами. Наукова назва м'язу — лат. cutaneous trunci. Це тонкий м'яз, який також відомий під назвою «слонове вухо» або «мухотрус». Він також відомий як м'яз, що «смикається», оскільки тварина скорочуючи цей м'яз відлякує літаючих комах. 

## Приготування
Класичний спосіб приготування — покласти на м'ясо подрібнену петрушку, шматочки моркви, мелений червоний перець, зварені круто яйця і заправити невеликою кількістю олії та солі. Потім його згортнути, міцно зав'язати і готувати.
У Мексиці його традиційно вживають у вигляді тако. М'ясо маринується з молоком, цибулею, часником, лавровим листом, сіллю і перцем протягом чотирьох-п'яти годин. Потім його смажать, далі готують на пару, таким чином розм'якшуючи м'ясо. Наприкінці м'ясо подрібнюється як начинка для традиційного тако де суадеро (ісп. taco de suadero), яке можна заправити лимонним соком та різноманітними гострими соусами або гуакамоле.
У Венесуелі, найпоширеніший спосіб споживання — це варіння протягом декількох годин у воді, а коли м'ясо стає м'яким, воно подрібнюється на шматочки, які потім знову готуються в соусі з цибулі, помідорів, перцю чилі, трав тощо. Отриману їжу називають «подрібненим м'ясом» (ісп. carne mechada), і її використовують для наповнення  арепа, емпанад. Також, це подрібнене м’ясом є основою для типової венесуельської страви під назвою «Pabellón Criollo», яка також містить білий рис, чорну квасолю, стиглий плантан та сир.
В Аргентині матамбре іноді подають як стейк, хоча це не є типовим способом подачі. Найпоширеніший метод відомий як матамбре арройадо (фарширований або наповнений матамбре). Інгредієнти цієї страви різняться залежно від провінції, але найпоширеніші — це ціла морква, круто зварені яйця та велика кількість чорного перцю. Потім ці інгредієнти загортають всередину м'яса матамбре, який скріплюють, щоб уникнути розгортання. Отриманий рулет кип'ятять у молоці, а іноді і у воді, і запікають у духовці. Після зпікання та охолодження його нарізають на тонкі шматочки і подають у підсмаженому рулеті з хліба з майонезом, іноді з соусом чимічурі.
В Уругваї та меншою мірою в Аргентині матамбре маринують у молоці, запікають у духовці і покривають маринадом зі злегка збитими яйцями та сиром наприкінці приготування. Його називають «матамбре а ля лече», тобто матамбре в молоці (ісп. matambre a la leche).
Інший спосіб подачі матамбре — це «матамбре а ля піца» (ісп. matambre a la pizza), яка готується подібним чином, але м'ясо готують з такими інгредієнтами піци, як томатний соус та моцарела. Часто на грилі.